# Eucalyptus rudis
Eucalyptus rudis là một loài thực vật có hoa trong Họ Đào kim nương. Loài này được Endl. mô tả khoa học đầu tiên năm 1837.

## Hình ảnh

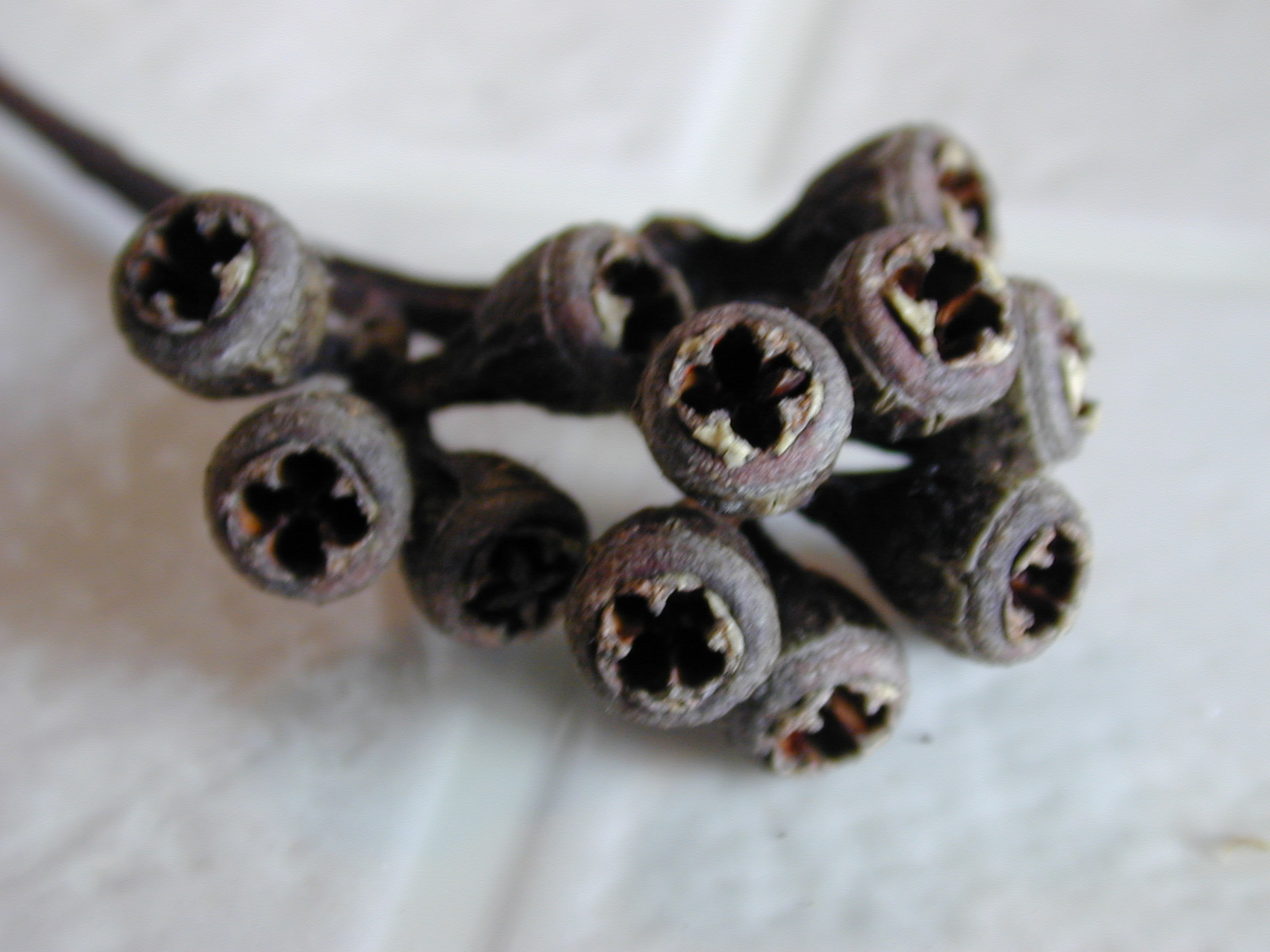
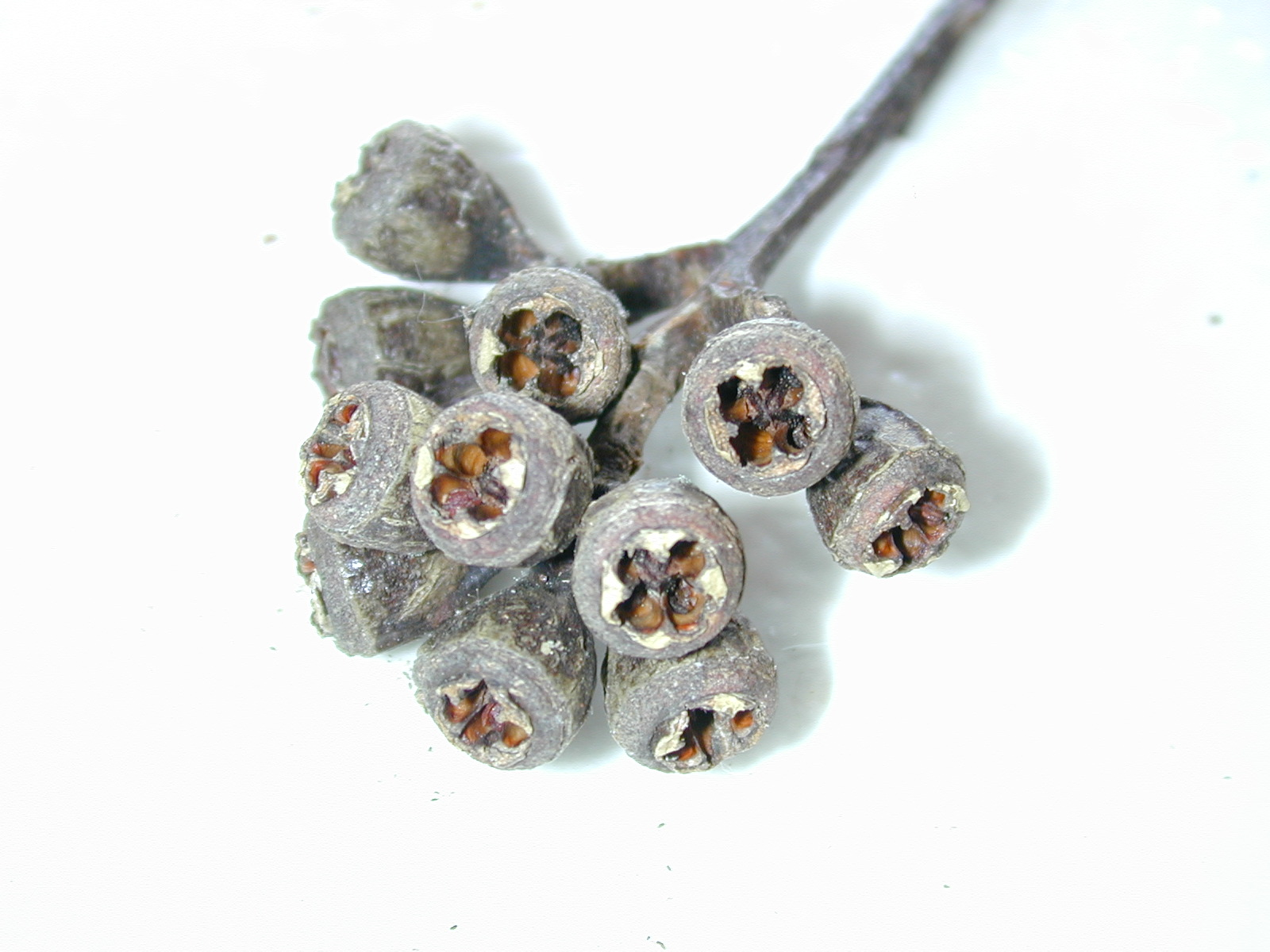
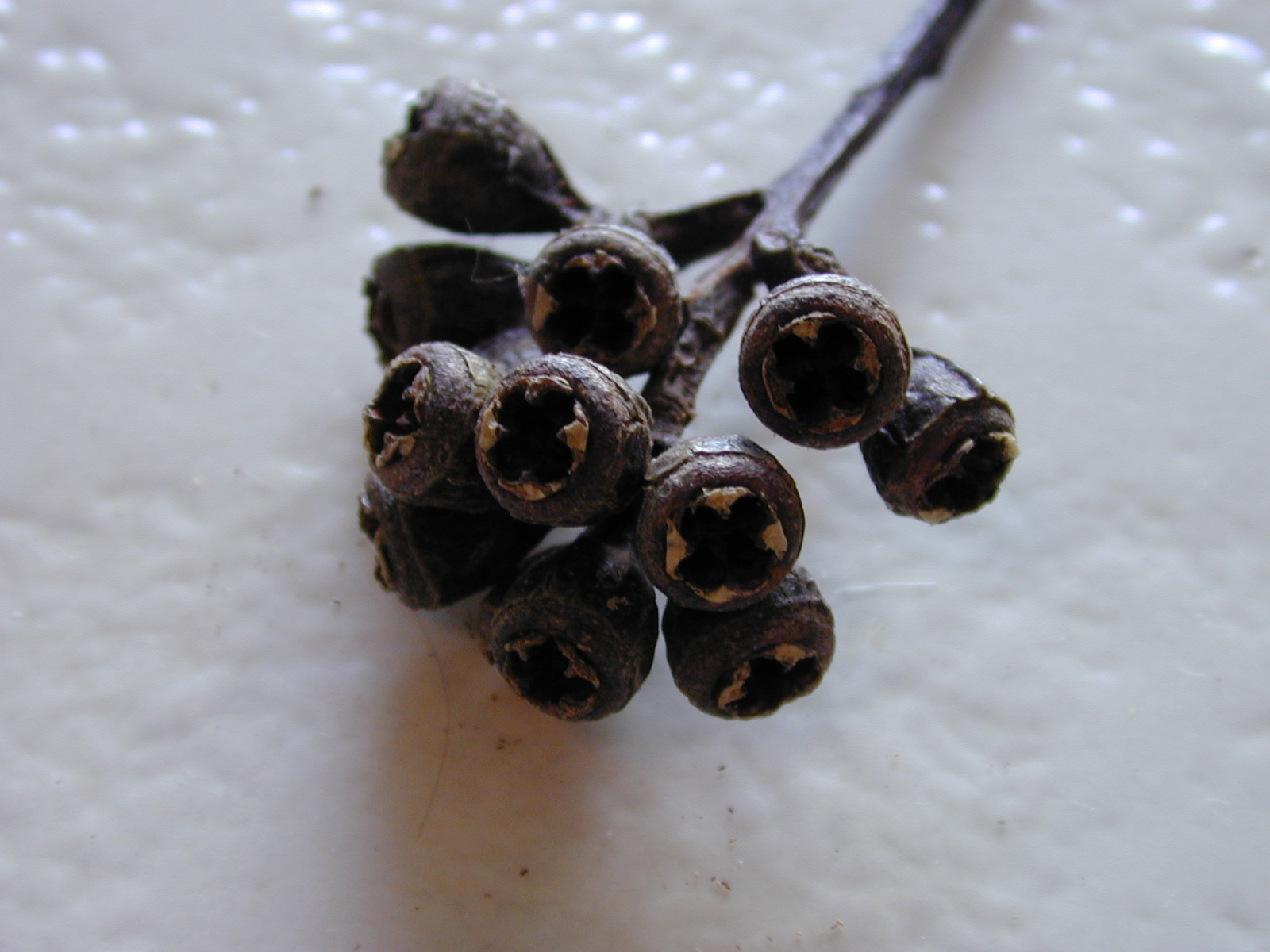
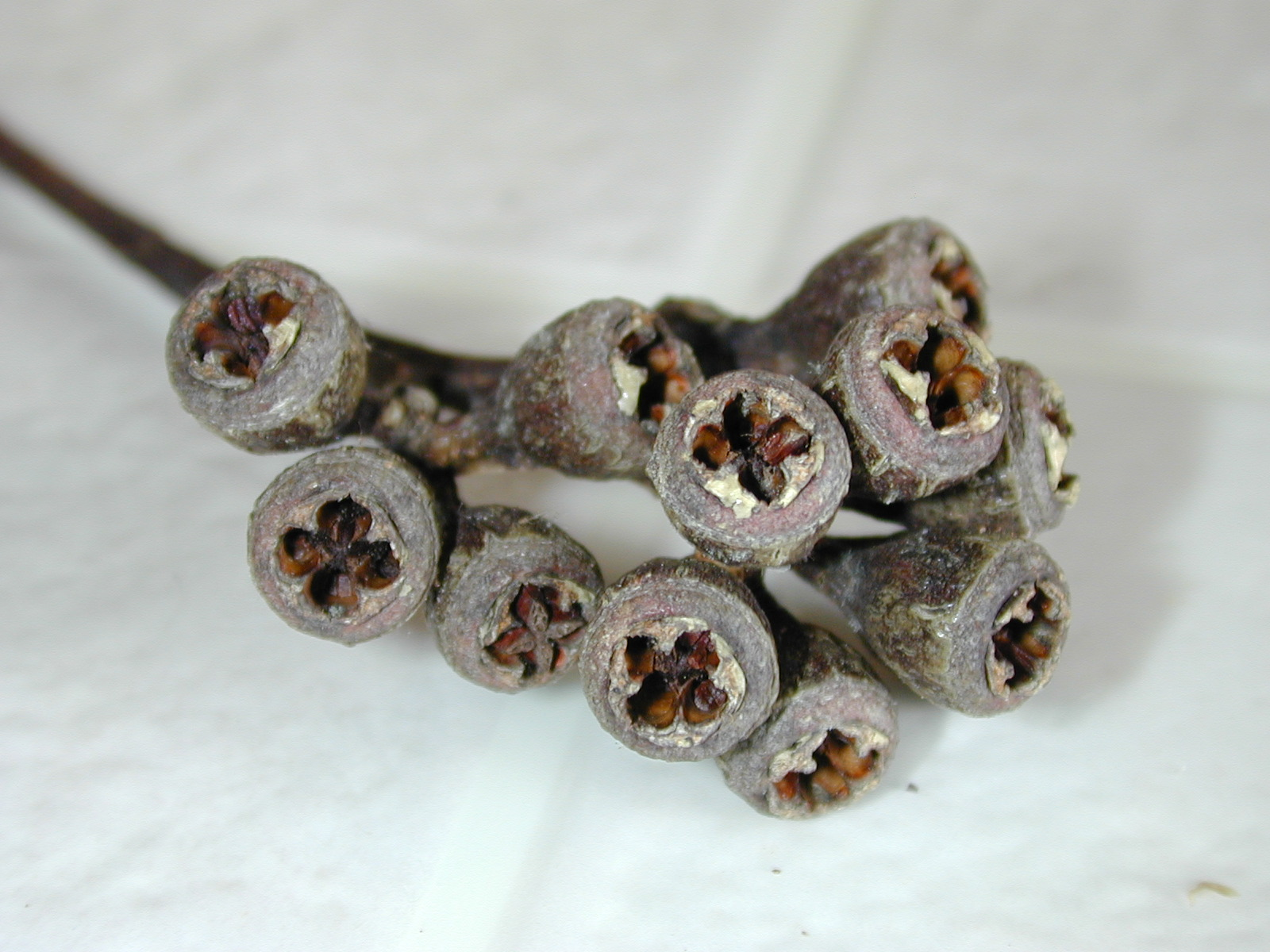